# Dick Holub
Richard Wenzel Holub, detto Dick (Racine, 29 ottobre 1921 – Sun City West, 27 luglio 2009), è stato un cestista e allenatore di pallacanestro statunitense, professionista nella BAA e nella ABL.

## Carriera
Venne selezionato dai New York Knicks al primo giro del Draft BAA 1947 (5ª scelta assoluta).

## Palmarès
- Campione NIT (1941)